# Brütal Legend
Brütal Legend — гра змішаного жанру Action-adventure, компанії Double Fine Productions під керівництвом Тіма Шефера та видана Electronic Arts на платформах Xbox 360 та PlayStation 3. Гра надійшла у продаж 13 жовтня 2009 року у США, 16 жовтня в Європі.
Сюжет гри полягає в пригодах головного героя Едді Ріггса, що випадково потрапив у паралельний світ, що нагадував обкладинки хеві-метал альбомів. Едді, озброєний сокирою та електрогітарою Gibson Flying V, що наділена магічною силою, стає рятівником світу та очолює повстання людей проти надприродних повелителів. Зовнішність і голос головного героя взяті у Джека Блека.

## Сюжет
Brütal Legend оповідає про гастрольного механіка на ім'я Едді Ріггс, який є «найкращим помічником на світі в організації рок-концертів». Ім'я Eddie Riggs відсилає до талісману групи Iron Maiden Едді і його творцеві, художнику Дереку Ріггсу. Гра починається перед початком рок-концерту найгіршої рок-групи світу. Під час виступу одна з декорацій падає на Едді, і його кров потрапляє на пряжку його ременя, яка насправді є амулетом Ормагодена, «Вогненної тварини, спалителя неба й знищувача прадавнього світу»., Ормагоден, що прокинувся, телепортує Едді в паралельний світ, навіяний скандинавською міфологією і хеві-металом, у якому люди були поневолені демонами. Пізніше Едді довідається, що цей світ був створений прадавньою расою Титанів, що залишила після себе численні реліктові пам'ятники й розпорядження для їхнього використання наступними поколінням. Однак ні люди, ні демони не можуть їх прочитати. І тільки Едді, завдяки своїм організаторським здібностям, може зрозуміти їх призначення

## Розробка
Розробка гри почалася в 2005 році, коли ще не була завершена робота над першим проектом студії, Psychonauts.
У грі були присутні близько 80 унікальних персонажів, яких озвучують багато знаменитих музикантів, включаючи Роба Галфорда, Літу Форда, Оззі Осборна. Як прототип Едді Ріггса спочатку планувалося використовувати типаж Леммі Кілмістера (від якого персонаж повинен був запозичити вуса, капелюх і сигару), однак у процесі розробки дизайнери поміняли рішення і вибрали Джека Блека, а Леммі Кілмістер став окремим персонажем. Довідавшись, що Джек є великим фанатом Psychonauts і відеоігор взагалі, команда вирішила зв'язатися з ним і запропонувати виконати озвучування головного персонажа, і Джек прийняв цю пропозицію
У грі використовується широке використання рок- і хеві-метал композицій, обраних особисто Шефером. У грі буде звучати музика Оззі Осборна, Зака Вайлда, Тіма Шольда, Wolfmother, Megadeth, Motörhead, Judas Priest (включаючи гітарні соло Кеннета Даунінга і Гленна Тіптона), Black Sabbath і Ронні Джеймса Діо. У саундтрек також включена композиція російської симфо-метал групи Tvangeste — «Birth of the Hero»
Також у музичному оформленні взяв участь музичний композитор і старий знайомий Шефера Пітер Макконнелл.

## Саундтрек
| Композиція                          | Виконавець             |
| ----------------------------------- | ---------------------- |
| «A Serpentine Crave»                | Bishop of Hexen        |
| «Ad Noctis»                         | Rotting Christ         |
| «Am I Evil?»                        | Diamond Head           |
| «Angel Witch»                       | Angel Witch            |
| «Angels Don't Kill»                 | Children of Bodom      |
| «Assault Attack»                    | Michael Schenker Group |
| «Back at the Funny Farm»            | Motörhead              |
| «Battle Angels»                     | Sanctuary              |
| «Battle Hymn/One Shot at Glory»     | Judas Priest           |
| «Believer»                          | Ozzy Osbourne          |
| «Betrayal»                          | Літа Форд              |
| «Birth of the Hero»                 | Tvangeste              |
| «Blackout»                          | Scorpions              |
| «Blitzkrieg»                        | Deathstars             |
| «Bomber»                            | Girlschool             |
| «Breadfan»                          | Budgie                 |
| «Cathode Ray Sunshine»              | Dark Tranquillity      |
| «Children of the Grave»             | Black Sabbath          |
| «Crack the Skye (Instrumental)»     | Mastodon               |
| «Cremation»                         | King Diamond           |
| «Cry of the Banshee»                | Brocas Helm            |
| «Dawn of Battle»                    | Manowar                |
| «Deadly Sinners»                    | 3 Inches of Blood      |
| «Destroy the Orcs»                  | 3 Inches of Blood      |
| «Diary of a Madman»                 | Ozzy Osbourne          |
| «Die For Metal»                     | Manowar                |
| «Dr. Feelgood»                      | Mötley Crüe            |
| «Drink the Blood of the Priest»     | Brocas Helm            |
| «Fast as a Shark»                   | Accept                 |
| «For the Glory Of»                  | Testament              |
| «Free Your Hate»                    | KMFDM                  |
| «Frost»                             | Enslaved               |
| «Girlfriend»                        | Kabbage Boy            |
| «God of Thunder»                    | Kiss                   |
| «Goliaths Disarm Their Davids»      | In Flames              |
| «Hall of the Mountain King»         | Savatage               |
| «Her Ghost in the Fog»              | Cradle of Filth        |
| «High Speed Dirt»                   | Megadeth               |
| «Holiday»                           | Scorpions              |
| «Ignisis Dance»                     | Wrath of Killenstein   |
| «In the Black»                      | Motörhead              |
| «Insomnia»                          | Dark Fortress          |
| «Kickstart My Heart»                | Mötley Crüe            |
| «Lay It Down»                       | Ratt                   |
| «Leather Rebel»                     | Judas Priest           |
| «Live Wire»                         | Mötley Crüe            |
| «Loke»                              | Enslaved               |
| «Love Dump»                         | Static-X               |
| «Machine Gunn Eddie»                | Nitro                  |
| «March of the Crabs»                | Anvil                  |
| «Marching Off to War»               | Motörhead              |
| «Master Exploder»                   | Tenacious D            |
| «Murmaider»                         | Dethklok               |
| «Metal Church»                      | Metal Church           |
| «Metal Storm/Face the Slayer»       | Slayer                 |
| «Metal Thrashing Mad»               | Anthrax                |
| «More Than Meets the Eye»           | Testament              |
| «Mr. Crowley»                       | Ozzy Osbourne          |
| «Mr. Scary»                         | Dokken                 |
| «Narita»                            | Riot                   |
| «Never Say Die»                     | Black Sabbath          |
| «Nightstalker»                      | Cloven Hoof            |
| «No Love Lost»                      | Carcass                |
| «Oblivion (Instrumental)»           | Mastodon               |
| «Overnight Sensation»               | FireHouse              |
| «Painkiller»                        | Judas Priest           |
| «Progenies of the Great Apocalypse» | Dimmu Borgir           |
| «Pure Evil»                         | Iced Earth             |
| «Queen of Desire»                   | Ostrogoth              |
| «Queen of the Masquerade»           | Crimson Glory          |
| «Riding the Storm»                  | Running Wild           |
| «Rip the System»                    | KMFDM                  |
| «Road Racin»                        | Riot                   |
| «Rock Bottom»                       | UFO                    |
| «Rock of Ages»                      | Def Leppard            |
| «Skeleton on your Shoulder»         | Coroner                |
| «Snap Your Fingers, Snap Your Neck» | Prong                  |
| «So Frail»                          | Mirrorthrone           |
| «Soul Thrashing Black Sorcery»      | Skeletonwitch          |
| «Stigmata»                          | Ministry               |
| «Still of the Night»                | Whitesnake             |
| «Sulphur Injection»                 | Apostasy               |
| «Superbeast»                        | Rob Zombie             |
| «Swords and Tequila»                | Riot                   |
| «Symptom of the Universe»           | Black Sabbath          |
| «Tag Team»                          | Anvil                  |
| «Technical Difficulties»            | Racer X                |
| «The Axeman»                        | Omen                   |
| «The Beautiful People»              | Marilyn Manson         |
| «The Hellion/Electric Eye»          | Judas Priest           |
| «The Metal»                         | Tenacious D            |
| «The Somber Grounds of Truth»       | Bishop of Hexen        |
| «The Wild and the Young»            | Quiet Riot             |
| «Thieves»                           | Ministry               |
| «Through the Fire and Flames»       | Dragonforce            |
| «Thus Spake the Nightspirit»        | Emperor                |
| «Tornado of Souls»                  | Megadeth               |
| «Warriors Dawn»                     | Slough Feg             |
| «(We Are) the Road Crew»            | Motörhead              |
| «Welcome Home»                      | King Diamond           |
| «Wheels of Steel»                   | Saxon                  |
| «When the Night Falls»              | Iced Earth             |
| «Witches»                           | Candlemass             |
| «World of Hurt»                     | Overkill               |
| «Y.R.O.»                            | Racer X                |
| «Youth Gone Wild»                   | Skid Row               |
| «Zoom Club»                         | Budgie                 |

## Проблеми з видавцем
Після злиття Vivendi з Activision і утворення Activision Blizzard Double Fine Productions опинилася в числі компаній, що залишилися без офіційного видавця. Проте, Шефер поспішив заспокоїти громадськість, залишивши повідомлення на форумі гри, що з «Brütal Legend усе в порядку». У грудні 2008 року стало відомо, що новим видавцем гри стала Electronic Arts, при цьому намічений реліз гри відсувається на кінець 2009 року
У лютому 2009 року Activision Blizzard заявила, що угода з EA незаконна, і права на видання гри залишається в колишнього видавця. Журналісти Variety зробили припущення, що Activision намагається добитися від EA грошової компенсації за упущений потенційно вигідний ігровий проект, як це було з Ghostbusters: The Video Game і The Chronicles of Riddick: Assault on Dark Athena, ігор, які також виявилися «за бортом» під час утворення Activision Blizzard. Нові видавці при цьому були змушені викуповувати права на видання ігор

## Рецензії
| Агрегатор    | Оцінка  |
| ------------ | ------- |
| GameRankings | 80.90 % |
| Metacritic   | 82      |

| Видання                  | Оцінка |
| ------------------------ | ------ |
| 1Up.com                  | B+     |
| Computer and Video Games | 7.9/10 |
| Eurogamer                | 8/10   |
| Game Informer            | 8.0/10 |
| GameSpot                 | 8.5/10 |
| GameSpy                  | 4.5/5  |
| IGN                      | 9.0/10 |
| X-Play                   | 4/5    |

|  | "Brütal Legend — зразок оригінальної думки і неформального підходу, що робить гру дійсно цікавою та несхожою на інші. В сюжетній лінії цього проекту нескладно прочитати історію металічної субкультури, внутрішньої конкуренції її жанрів і її протистояння світу гламуру. Але, навіть якщо ви далекі від музики, ви зможете отримати від Brütal Legend задоволення, насолоджуючись іскрометним гумором Едді, детальною проробкою характеру кожного героя, дизайном локацій і зворушливою сюжетною лінією. Нехай лінійною, зате красивою та непредбачуваною." © CHIP |